# 募穴
募穴是脏腑之气输注于胸腹部的腧穴。十二募穴在胸腹部的位置，与相关脏腑在体内的位置大致对应。其中分布于任脉上的6个募穴为单穴，其余为双穴。募穴可治疗相关脏腑证，尤多用于治疗六腑病证，常与背俞穴配合使用。